# Jee Yong-Ju
Jee Yong-Ju, född 19 december 1948 i Wonju, död 25 augusti 1985 i Wonju, var en sydkoreansk boxare.
Han blev olympisk silvermedaljör i lätt flugvikt i boxning vid sommarspelen 1968 i Mexico City.